# SkullSatamon
SkullSatamon es un personaje del universo de anime y manga Digimon. Aparenta ser un ángel caído, con cuerpo de demonio de color rojo. Posee cuatro alas, dos en la espalda y un par en la cabeza, ésta similares a las los murciélagos. Lleva un bastón con una joya preciosa, con el cual ejecuta su ataque Hueso de Clavo.

## Historia
En Digimon Adventure V-Tamer 01 era el resultado de la fusión entre Devimon y Ogremon de Saiba Neo. Derrotó fácilmente a Etemonkey y aunque al principio parecía tener ventaja contra Zero, eventualmente es derrotado cuando Zero se enfurece al ver que Neo humillaba a su tamer, Taichi. 
En Digimon Adventure 02, era uno de los aliados de Demon junto con LadyDevimon y MarineDevimon. Luchó contra ImperialDramon, y fue derrotado.
En Digimon Frontier, tres SkullSatamon eran los seguidores de los Caballeros Reales y Lucemon. Atacaron la ciudad del fuego, siendo derrotados por Kaisergreymon y MagnaGarurumon.

## Ataques
- Hueso de Clavo
- Fuego Infernal

## Digievoluciones
| Nivel        | Digimon           |
| Bebé         | Mokumon           |
| Bebé 2       | DemiMeramon       |
| Principiante | DemiDevimon       |
| ADN adulto   | Devimon + Ogremon |
| Ultra        | SkullSatamon      |
| Mega         | Demon             |
| Super Mega   | Demon Súper Mega  |

- Datos: Q9078256